# Chionaema interrogationis
Chionaema interrogationis là một loài bướm đêm thuộc phân họ Arctiinae, họ Erebidae.